# グリーンフーズ
株式会社グリーンフーズは、大阪府大阪市中央区に本社を置く、アナゴ、鶏卵商品その他食料品の販売を行っていた商社である。2012年12月より事業を停止している。テーブルマーク株式会社（現・テーブルマークホールディングス株式会社）の完全子会社で、日本たばこ産業グループ。

## 沿革
- 1986年6月 - 株式会社鮒彦を設立。
- 1992年2月 - 現社名に変更。
- 1997年9月 - 株式会社加ト吉（現：テーブルマーク株式会社）の関連会社になる。
- 2001年9月 - 関西シーフーズ子会社化。
- 2002年2月 - 関西シーフーズと合併。
- 2003年4月 - 加ト吉の連結子会社になる。
- 2005年
  - 2月 - フジキと合併。
  - 4月 - ジャスダック上場。
  - 11月 - アンテナショップ「吉吉」を開店
- 2007年2月 - 本社を現在の場所に移転。
- 2008年1月 - 日本たばこ産業が加ト吉の親会社となったため、新たに親会社となる。
- 2009年
  - 9月 - 加ト吉の完全子会社となり、上場廃止。
  - 10月 - グループ水産事業の統合により、加ト吉から株式会社オーシャンローズ（加ト吉の水産事業本部を分割して設立）、川万水産株式会社および株式会社エフネットの株式を取得し子会社とする。東京営業所を東京支店へ名称変更し、名古屋支店・広島支店・福岡支店・札幌営業所・北陸営業所および四国営業所を設立。
- 2010年3月 - グループ再編により、子会社のオーシャンローズならびに川万水産の全事業を譲受。
- 2012年
  - 8月 - グループが水産事業からの撤退を決め、当会社と川万水産の事業停止および解散する予定であると発表。[1]
  - 12月 - 事業停止[2]。

## その他の情報

### アンテナショップ
グリーンフーズは、「吉吉」というアンテナショップを大阪府大阪市生野区舎利寺に持っており、アナゴ料理を中心に提供している。